# صندوق أذربيجان النفطي الحكومي

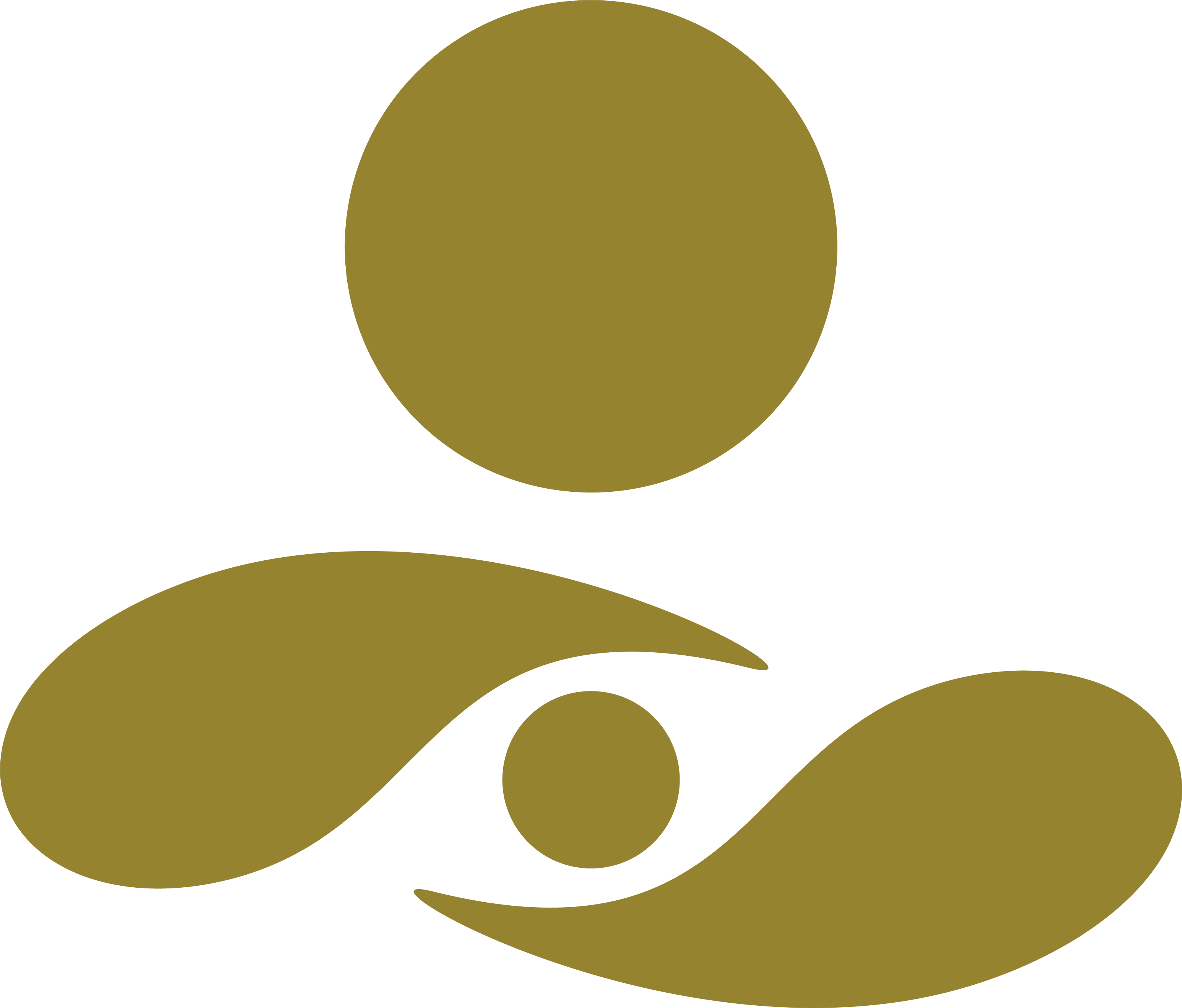

- - صندوق أذربيجان النفطي الحكومي**

- - صندوق أذربيجان النفطي الحكومي** (بالأذرية: Azərbaycan Respublikası Dövlət Neft Fondu)، المعروف اختصارًا **SOFAZ**، هو صندوق ثروة سيادي أذربيجاني أُنشئ عام 1999 لإدارة العائدات النفطية والغازية للبلاد. يهدف الصندوق إلى ضمان الاستخدام المستدام لهذه الموارد لصالح الأجيال الحالية والمستقبلية، وتنويع الاقتصاد، وحمايته من تقلبات أسواق النفط العالمية.[1]

## التأسيس والأهداف
تأسس الصندوق بموجب مرسوم رئاسي وقعه الرئيس حيدر علييف في 29 ديسمبر 1999، وبدأ عملياته الفعلية عام 2001. جاء إنشاؤه استجابة لمخاطر الاعتماد المفرط على قطاع النفط، ولتحقيق الأهداف التالية:
- **حفظ الثروة للأجيال القادمة** عبر استثمار جزء من العائدات.
- **تثبيت الاقتصاد الكلي** عبر تخفيف تأثير تقلبات الأسعار على الميزانية.
- **تمويل مشاريع تنموية** في البنية التحتية والخدمات الاجتماعية.[3]